# Луїс Урібе (стрибун у воду)
Луїс Урібе (ісп. Luis Uribe, 3 вересня 2001) — колумбійський стрибун у воду.